# パトリック・ドープラ
パトリック・ドープラ（Patrick Doeplah, 1990年10月27日 - 2011年3月22日）は、リベリアのサッカー選手。モンロビア連邦区モンロビア出身。ポジションはフォワード。
2007年にリベリアの国内チームでデビューし、2009年よりイスラエルの2部リーグに所属するハポエル・クファル・サバにレンタルされている。
2010年にはリベリア代表に選ばれ、2試合に出場した。オリンピック予選でも、U-23代表として出場している。2011年3月22日、オリンピック2次予選のコートジボワール戦を控えた際に亡くなっている。